# Dario Beni
Dario Beni (Roma, 1 de janeiro de 1889 - Roma, 11 de fevereiro de 1969) foi um ciclista profissional italiano.
Esteve na Olimpíada de Berlim como técnico da equipe ciclista da Italia, e participou também da "Federazione Ciclistica Italiana".
Foi o primeiro vencedor de uma etapa do Giro d'Italia em 1909. Foi o campeão italiano de ciclismo de estrada nos anos de 1909 e 1911.